# Seget (Split-Dalmatie)
Pour les articles homonymes, voir Seget.
Seget est une municipalité située dans le comitat de Split-Dalmatie, en Croatie. Au recensement de 2001, la municipalité comptait 4 904 habitants, dont 97,57 % de Croates.
Le siège de la municipalité est le village de Seget Donji.

## Localités
La municipalité de Seget compte 6 localités :
- Bristivica
- Ljubitovica
- Prapratnica
- Seget Donji
- Seget Gornji
- Seget Vranjica